# 天津地下鉄DKZ7型電車
DKZ7型電車（DKZ7がたでんしゃ）は、天津地下鉄が保有する通勤形電車である。この車両は9号線で運転されている。

## 概要

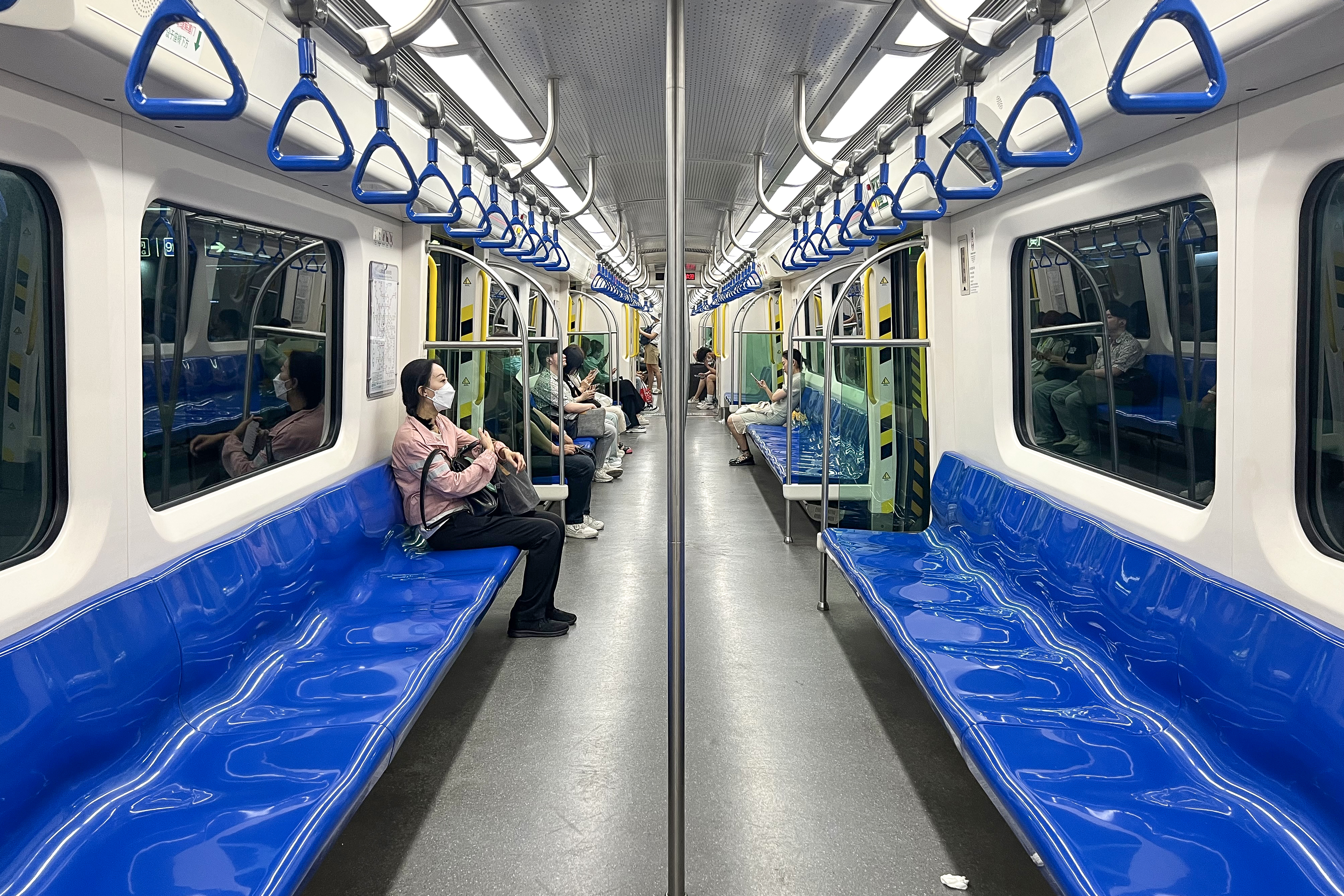
車内（909編成）

DKZ7型電車は長春軌道客車股份有限公司で38編成（152両）生産され、2004年3月28日より、9号線の開業と共に運転開始された。現在は4両編成だが，6両編成にする予定がある。

## 編成
Mcp - T - T - Mcp の4両編成である。